# Christine Amardeilh
Christine Amardeilh, née le 16 octobre 1960, est une joueuse française de water-polo.

## Carrière
Avec l'équipe de France féminine de water-polo, Christine Amardeilh est médaillée de bronze aux Championnats d'Europe 1987 et aux Championnats d'Europe 1989.
Elle joue en club aux Dauphins de Créteil avec lequel elle est finaliste de la Coupe d'Europe des clubs champions en 1988.